# De unge år: Erik Nietzsche sagaen del 1
De unge år: Erik Nietzsche sagaen del 1 (eng. titel: The Early Years: Erik Nietzsche Part 1) er en dansk film fra 2007, instrueret af Jacob Thuesen og skrevet af Lars von Trier.
Filmen er en komedie om Lars von Triers år som elev på Den Danske Filmskole, og har Jonatan Spang i hovedrollen som Erik Nietzsche, der er Lars von Triers selvbiografiske alter ego. Lars von Trier har dog selv indtalt filmens fortællerstemme.
Mange af filmens skikkelser er baseret på virkelige personer. Således parodierer Jens Albinus den århusianske filminstruktør Nils Malmros, Søren Pilmark filmskolens rektor Henning Camre,
David Dencik teaterinstruktøren Vladimir Oravsky, Dejan Cukic filmskolens manuskriptguru Mogens Rukov og Troels Lybys rolle skulle være et kryds mellem Gert Fredholm og Hans Kristensen.

## Medvirkende
- Jens Albinus (Trols)
- Thomas Bendixen (Thorvald)
- Kristian Boland (Husejer)
- Malin Elisabeth Tani (Stine)
- Hans Henrik Clemensen (Carsten Virén)
- Nikolaj Coster-Waldau (Sammy)
- Dejan Cukic (Selkoff)
- Christian Damsgaard (Hans, Talsmand)
- Therese Damsgaard (Karin)
- David Dencik (Zelko)
- Morten Eisner (Kris)
- Jonas dos Reis Fancony (Fyr i baren)
- Lasse Emil Fenger (Dreng 2)
- Simon Remvig Foldager (Tjavs, Dreng)
- Christian Fuhlendorff (Lille Fotograf)
- Martin Greis (Fotografelev)
- Ditte Hansen (Filosofilærer)
- Morten Aaskov Hemmingsen (Finn)
- Peter Hviid (Musiklærer)
- Bodil Jørgensen (Katrine Bonfils)
- Henrik Jørgensen (Gartner-Pleje af Tennisbane)
- Rikke Mohr Jørgensen (Filomena)
- Benjamin Kitter (Skumle)
- Mette Mai Langer (Scripter)
- Mille Lehfeldt (Margrethe)
- Ole Lemmeke (Formand)
- Dan Loghin (Produktionsassistent)
- Tinus Løvento (Gregers Lange)
- Troels Lyby (Bent)
- Søren Malling (Hans Jørgen)
- Carl Martin Norén (Gøren)
- Anders Nyborg (Bo)
- Peter Hesse Overgaard (Fredrik Kristiansen)
- Peter Pilegaard (Finnur)
- Søren Pilmark (Mads)
- Aslak Ponsaing (Dreng 1)
- Clara Juel Rasmussen (Helle, Pige)
- Line Bie Rosenstjerne (Anna)
- Pauli Ryberg (Kris's samlever)
- Patricia Schumann (Malene Sønder)
- Jonatan Spang (Erik Nietzsche)
- Bent Staalhøj (Operatør)
- Paprika Steen (Ursula Østdal)
- Birgit Thøt Jensen (Sekretær)
- Lars von Trier (Fortæller)

## Produktion
Filmens arbejdstitel var Erik Nietzsche – de unge år.